# Condado de Przeworsk
Condado de Przeworsk (polaco: powiat przeworski) é um powiat (condado) da Polónia, na voivodia de Subcarpácia. A sede do condado é a cidade de Przeworsk. Estende-se por uma área de 698,35 km², com 78 671 habitantes, segundo os censos de 2005, com uma densidade 112,65 hab/km².

## Divisões admistrativas
O condado possui:
Comunas urbanas: Przeworsk
Comunas urbana-rurais: Kańczuga, Sieniawa
Comunas rurais: Adamówka, Gać, Jawornik Polski, Przeworsk, Tryńcza, Zarzecze
Cidades: Przeworsk, Kańczuga, Sieniawa

## Demografia
População (dados de 30 de Junho de 2005):
|          | Total   | Total | Mulheres | Mulheres | Homens  | Homens |
| -------- | ------- | ----- | -------- | -------- | ------- | ------ |
|          | pessoas | %     | pessoas  | %        | pessoas | %      |
| Total    | 78 671  | 100   | 40 129   | 51       | 38 542  | 49     |
| Cidades  | 21 014  | 100   | 10 966   | 52,2     | 10 048  | 47,8   |
| Povoados | 57 657  | 100   | 29 163   | 50,6     | 28 494  | 49,4   |